# ネオカルジノスタチン
ネオカルジノスタチン (neocarzinostatin) は、Streptomyces macromomyceticusによって分泌される高分子色素タンパク質エンジイン抗生物質である。抗腫瘍活性を示す。ネオカルチノスタチンとも呼ばれる。
ネオカルジノスタチンは不安定な発色団（二環性ジエンジイン構造）と113アミノ酸からなるアポタンパク質の2つの部分からなり、アポタンパク質と発色団は非共有結合的にしっかりと高い親和性 (Kd ~ 10-10 M) で結合している。発色団は非常に強力なDNA損傷剤である。発色団は非常に不安定であり、アポタンパク質は発色団を保護し、標的とするDNAへ放出する役割を果たしている。細胞中に存在する還元的条件下でのエポキシドの開環によって、バーグマン環化のための条件が整えられ、その後ジラジカル中間体の産生とDNA二重鎖の切断が起こる。その他のネオカルジノスタチン類抗生物質にはマクロモミシンやアクチノキサンチン、ケダルシジン、マズロペプチンがある。
抗腫瘍薬としては最も強力な化合物の一つである。

## 適応症
急性白血病, 消化器癌（胃癌，膵臓癌）, 膀胱癌